# スティーヴン・キング 8つの悪夢
『スティーヴン・キング 8つの悪夢』（スティーヴン・キング やっつのナイトメアズ、原題: Nightmares and Dreamscapes: From the Stories of Stephen King）は、TNTで放送されたアンソロジーシリーズ。8つのエピソードはスティーヴン・キングの短編小説を原作としている。日本では2007年9月にWOWOWで放送された。

## エピソード
1. バトルグラウンド Battleground
2. クラウチ・エンド Crouch End
3. アムニー最後の事件 Umney's Last Case
4. 争いが終るとき The End of the Whole Mess
5. ロード・ウイルスは北にむかう The Road Virus Heads North
6. 第五の男 The Fifth Quarter
7. 解剖室4 Autopsy Room Four
8. いかしたバンドのいる街で You Know They Got a Hell of a Band